# 야쉬빨

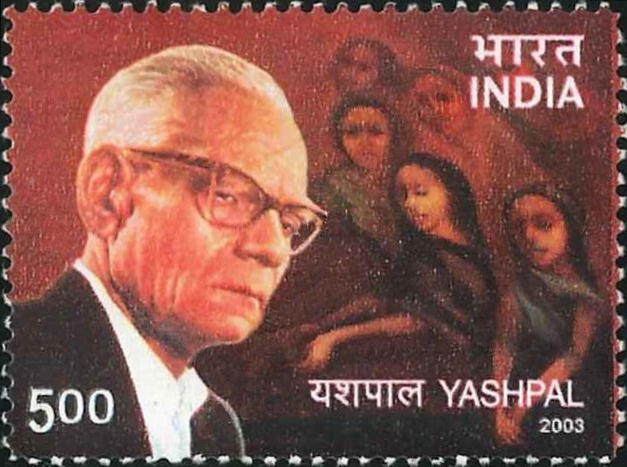

야쉬빨(YashPal, -यशपाल, 1903년 12월 3일 ~ 1976년 12월 26일)은 인도의 작가, 소설가이다.

## 문학 작품
1. 소설
  1. 주타 사쯔 1편, 2편
  2. 메리 떼리 우스끼 바뜨